# Dendrophthora grandifolia
Dendrophthora grandifolia är en sandelträdsväxtart som beskrevs av August Wilhelm Eichler. Dendrophthora grandifolia ingår i släktet Dendrophthora och familjen sandelträdsväxter. Inga underarter finns listade i Catalogue of Life.